# Albert von Häberlen
Albert von Häberlen (* 20. Februar 1843 in Böblingen; † 27. Juli 1921 in Stuttgart) war ein deutscher Verwaltungsbeamter.

## Leben
Albert von Häberlen studierte an der Universität Tübingen Rechtswissenschaften. 1862 wurde er Mitglied des Corps Franconia Tübingen. Nach Abschluss des Studiums trat er in den württembergischen Staatsdienst ein. Er war  Regierungspräsident des Neckarkreises. Von 1900 bis 1913 stand er dem Jagstkreis als Regierungspräsident vor.
Von Häberlens besonderes Verdienst war die Elektrifizierung des Jagstkreises. Die Stadt Ellwangen ernannte ihn 1913 zum Ehrenbürger und benannte eine Straße nach ihm. Zuletzt lebte er in Stuttgart.